# Битка при Маркели (756)
Битката при Маркели през 756 г. е поражение на българите във войните им с византийския император Константин V.

## Предистория
През 755 г. приключва продължителен период на мир между Дунавска България и Византия. Повод за това е, че след големите си победи над арабите Константин предприема действия за укрепване на границите с България. За целта в Тракия са преселени павликяни от Армения и Сирия, които носят военна служба. Кан Кормисош възприема това и строежа на нови византийски крепости по границата като нарушение на мира, сключен през 716 г. от предшественика му Тервел. Български пратеници искат от Константин да плати данък за новоиздигнатите крепости. Отказът на византийския император е последван от българско нападение в Тракия. Плячкосвайки византийските земи, войските на Кормисош достигат до околностите на Константинопол. Край „Дългите стени“ те са посрещнати и разбити от императорските войски.

## Поход на Константин V през 756 г. и последици
В отговор на българското нашествие, през следващата година (756) Константин V предприема голям поход към България, по това време вероятно вече начело с кан Винех. Една войска е изпратена с флот от 500 кораба към устието на Дунав и опустошава околните български земи. Самият император с главните си сили настъпва в Тракия. Българите го пресрещат край граничната крепост Маркели (при днешния Карнобат). Подробности за сражението не са известни, но то завършва с победа на Константин. За да избегнат вражеско нашествие в земите си, българите изпращат заложници в Константинопол. Три години по-късно (759) Константин все пак нахлува в България, но търпи съкрушително поражение в битката в прохода Верегава.